# Долгово (Красноярский край)
Долгово — деревня в Пировском районе Красноярского края России, входит в состав Солоухинского сельсовета.
Основана вслед за Солоухой, позже в деревне строится мечеть.
Деревня состоит из двух улиц: Мусы Джалиля (является центральной) и Качаева.
Военный мемориал.
Развито сельское хозяйство, выращивание овощей и фруктов.

## Население
| 2010 |
| ---- |
| 124  |